# Гримучник
Гримучник (Crotalus) — рід отруйних змій родини Гадюкові (Viperidae). Має 35 видів.

## Опис
Загальна довжина представників цього роду коливається від 50 см до 2,4 м. Спостерігається статевий диморфізм — здебільшого самці більші за самиць. Голова велика, широка, пласка, майже трикутна. Очі округлі, зіниці вертикальні. Морда закруглена. Має 2 отруйних ікла, які сидять у передній частині верхньої щелепи. Тулуб кремезний, товстий. Навколо тулуба тягнеться 21—29 рядків луски. Хвіст досить короткий, з брязкальцем.
Забарвлення жовте із зеленуватим відтінком, червоно—коричневе, чорне, майже зелене. На спині та з боків присутні овальні або ромбоподібні плями. Зустрічаються меланісти та альбіноси.

## Спосіб життя
Полюбляють теплі та сухі місцини, степи, напівпустелі, пустелі. Майже усе життя проводять на землі, вкрай рідко залазять на дерева або кущі. Втім зустрічаються види, які живуть біля водойм, зокрема боліт, гарно плавають. Зустрічаються на висоті до 4500 м над рівнем моря. Активні вночі та у сутінках. Харчуються дрібними ссавцями.
Це яйцеживородні змії.
Отрута досить потужна, має нейротоксичну та гемотоксичну властивість.

## Розповсюдження
Мешкають від Канади до Центральної Америки включно.

## Види
- Crotalus adamanteus
- Crotalus aquilus
- Crotalus atrox
- Crotalus basiliscus
- Crotalus catalinensis
- Crotalus cerastes
- Crotalus cerberus
- Crotalus culminatus
- Crotalus durissus
- Crotalus enyo
- Crotalus ericsmithi
- Crotalus horridus
- Crotalus intermedius
- Crotalus lannomi
- Crotalus lepidus
- Crotalus mitchellii
- Crotalus molossus
- Crotalus oreganus
- Crotalus polystictus
- Crotalus pricei
- Crotalus pusillus
- Crotalus ravus
- Crotalus ruber
- Crotalus scutulatus
- Crotalus simus
- Crotalus stejnegeri
- Crotalus stephensi
- Crotalus tancitarensis
- Crotalus tigris
- Crotalus totonacus
- Crotalus transversus
- Crotalus triseriatus
- Crotalus tzabcan
- Crotalus viridis
- Crotalus willardi